# Karangrejo (Stabat)
Karangrejo is een bestuurslaag in het regentschap Langkat van de provincie Noord-Sumatra, Indonesië. Karangrejo telt 9266 inwoners (volkstelling 2010).